# فلورنت پرادین
فلورنت پرادین (انگلیسی: Florent Perradin؛ زادهٔ ۱۱ مهٔ ۱۹۹۲) بازیکن فوتبال اهل فرانسه است.